# Povijesni film
Povijesni film (en. historical film) je podvrsta igranog filma u kojem se prikazuje svijet prošlosti (ratovi,legende, biografije), a uključuju epskog junaka u kontekstu velikog povijesnog događaja.
Karakterizira ih bogata scenografija i kostimografija da bi se vjerno dočaralo povijesno razdoblje koje redatelj želi predstaviti. Zbog toga realizacija povijesnih filmova iziskuje velika financijska sredstva.

## Povijest žanra
Prvi dugometražni filmovi bili su upravo povijesni filmovi, počevši od Rađanja nacije (1915.D. W. Griffitha, kao i Deset zapovijedi (1923.) i Kralja Kraljeva (1927.) u režiji Cecila B. DeMillea. U eri nijemog filma istaknuto mjesto imaju i filmovi Joan the Woman (1916.) te Ben Hur: Priča o Kristu (1926.).
Pojavom zvučnog filma nailazi nastaje sljedeća etapa u proizvodnji povijesnih filmova. Ovu fazu karakteriziraju filmovi, većinom u DeMilleovoj režiji, kao što su Znak križa (1932.), Samson i Dalila (1949.) i Deset Božjih zapovijedi (1956.) (obrada filma iz 1923.) s Charltonom Hestonom i Yulom Brynnerom u glavnim ulogama.
Tijekom 50-ih i 60-ih snimaju se raskošni povijesni spektakli poput Quo Vadisa? (1951.), Julija Cezara (1953.), Tunike (1953.), Ben-Hura (1959.), Spartaka (1960.), El Cida (1961.), Kleopatre (1963.) i Pada Rimskog Carstva (1964.).
U sljedećim desetljećima žanr povijesnog filma doživljava stanovitu stagnaciju, da bi početkom 21. stoljeća doživio revitalizaciju pojavom skupih povijesnih blockbustera kao što su Scottov Gladijator (2000.) s Russellom Croweom, Petersenova Troja (2004.) s Bradom Pittom, Stoneov Aleksandar (2004.) s Colinom Farrellom i Scottovo Kraljevstvo nebesko (2005.).

## Podžanrovi povijesnog filma
Prema temama koje obrađuju povijesni se filmovi dijele na:
- povijesne spektakle
- povijesne ratne filmove
- legende
- biografske filmove
- dokumentarne povijesne filmove

## Kostimografija i scenografija
Kostimografija je u filmu vezana za smišljanje i izvedbu odjeće za likove u filmu (glumce). Odjeću smišlja kostimograf kako bi odgovarala ulozi, te karakterizirala lik geografsko-povijesno, društveno-statusno.
Scenograf (filmski arhitekt) u filmu izrađuje ambijent za snimanje filma prema uputama redatelja.